# Concerto per violino e orchestra n. 2 (Paganini)
Il Concerto per violino e orchestra n. 2 in Si minore (op. 7, MS 48) è stato composto da Niccolò Paganini nel 1826.
In questa composizione Paganini frena il virtuosismo a favore di una maggiore individualità nello stile melodico. Il concerto si articola in tre movimenti:
1. Allegro maestoso (in Si minore, termina in Si maggiore)

1. Adagio (in Re maggiore)

1. Rondo à la clochette (in Si minore)

Il secondo movimento di questo concerto è ispirato al movimento lento del Concerto n. 24 in si minore di Giovan Battista Viotti composto una trentina d'anni prima: in particolare esso inizia con un breve solo dei corni, in maniera quasi identica al concerto del compositore piemontese.
Il terzo movimento del concerto è conosciuto come La Campanella, a causa della presenza di una campanella, prescritta dall'autore per presagire le ricorrenze del tema nel rondò. Il suono della campana è imitato dall'orchestra e, in alcuni passaggi, dal solista (con l'uso di armonici artificiali). Tale movimento è stato ripreso successivamente da altri compositori, come Franz Liszt (nel suo Étude S. 140 n. 3 La campanella) e Johann Strauss padre (nel suo Walzer à la Paganini Op. 11).

## Organico
Violino solista. Orchestra composta da: due flauti, due oboi, due clarinetti, fagotto, controfagotto, due corni, due trombe, tre tromboni, timpani, grancassa, campanella, archi